# Helen Delich Bentley
Helen Delich Bentley (Ruth, 28 novembre 1923 – Timonium, 6 agosto 2016) è stata una politica statunitense, membro della Camera dei Rappresentanti per lo stato del Maryland dal 1985 al 1995.

## Biografia
Di origine serba, per ben due volte, nel 1980 e nel 1982, tentò di conquistare un seggio alla Camera, ma fu sconfitta. Ci riprovò nel 1984 e riuscì a vincere le elezioni contro Kathleen Kennedy Townsend, figlia di Robert Kennedy. Mantenne l'incarico per quattro mandati, finché nel 1994 si candidò alle primarie per Governatore del Maryland. Nonostante l'appoggio del governatore uscente (un Democratico), la Bentley fu sconfitta dalla conservatrice Ellen Sauerbrey, che tuttavia perse le elezioni generali.
Nel 2002 provò a riprendersi il seggio alla Camera dei Rappresentanti, ma fu sconfitta dal Democratico Dutch Ruppersberger.
Da allora la Bentley ha abbandonato la politica attiva, occupandosi della sua società, la Helen Delich Bentley & Associates, Inc. e dedicandosi di tanto in tanto a delle consulenze governative.